# Burg Reichenstein (Mittelrhein)
Die Burg Reichenstein, auch Falkenburg genannt, ist eine Burg im UNESCO-Welterbe Oberes Mittelrheintal. Sie steht auf einem Bergvorsprung am östlichen Abhang des Binger Walds oberhalb der rheinland-pfälzischen Gemeinde Trechtingshausen im Landkreis Mainz-Bingen. Die Stadt Bingen liegt nur etwa 5 km (Luftlinie) entfernt in Richtung Südosten.

## Geschichte
Die urkundliche Ersterwähnung der Höhenburg stammt aus dem Jahr 1213, in dem durch die Reichsabtei Kornelimünster bei Aachen Philipp III. von Bolanden als „castellanus“ und Vogt eingesetzt wird. Eine erste Eroberung im Jahr 1253 wird in der Fachwelt teilweise angezweifelt oder abgelehnt. Sicher belegt ist die Belagerung, Eroberung und Zerstörung durch König Rudolph von Habsburg im Jahr 1282. Die Burg wurde mit einem Wiederaufbauverbot belegt. Ab 1290 war die Ruine im Besitz der Pfalzgrafen, die 1344 zugunsten von Kurmainz auf sie verzichteten. Darauf erfolgte ein schneller Neubau. Eine doppelte Ringmauer umschloss einen rechteckigen Wohnturm und einen Innenhof der Hauptburg. Vorgelagert war nördlich eine Vorburg.
1397, nachdem der Papst, unter Missachtung der Wahl des Mainzer Domkapitels im vorangegangenen Jahr, Johann II. von Nassau zum Erzbischof von Mainz ernannt hatte, verschanzte sich der 1396 gewählte Erzbischof Gottfried von Leiningen auf der Burg. Erst nach zähen Verhandlungen verzichtete er auf den Bischofsstuhl und wurde stattdessen mit dem Amt des Dompropstes von Mainz abgefunden. Sein Einlenken verhinderte einen erneuten Sturm auf die Burg und eine mögliche weitere Zerstörung.

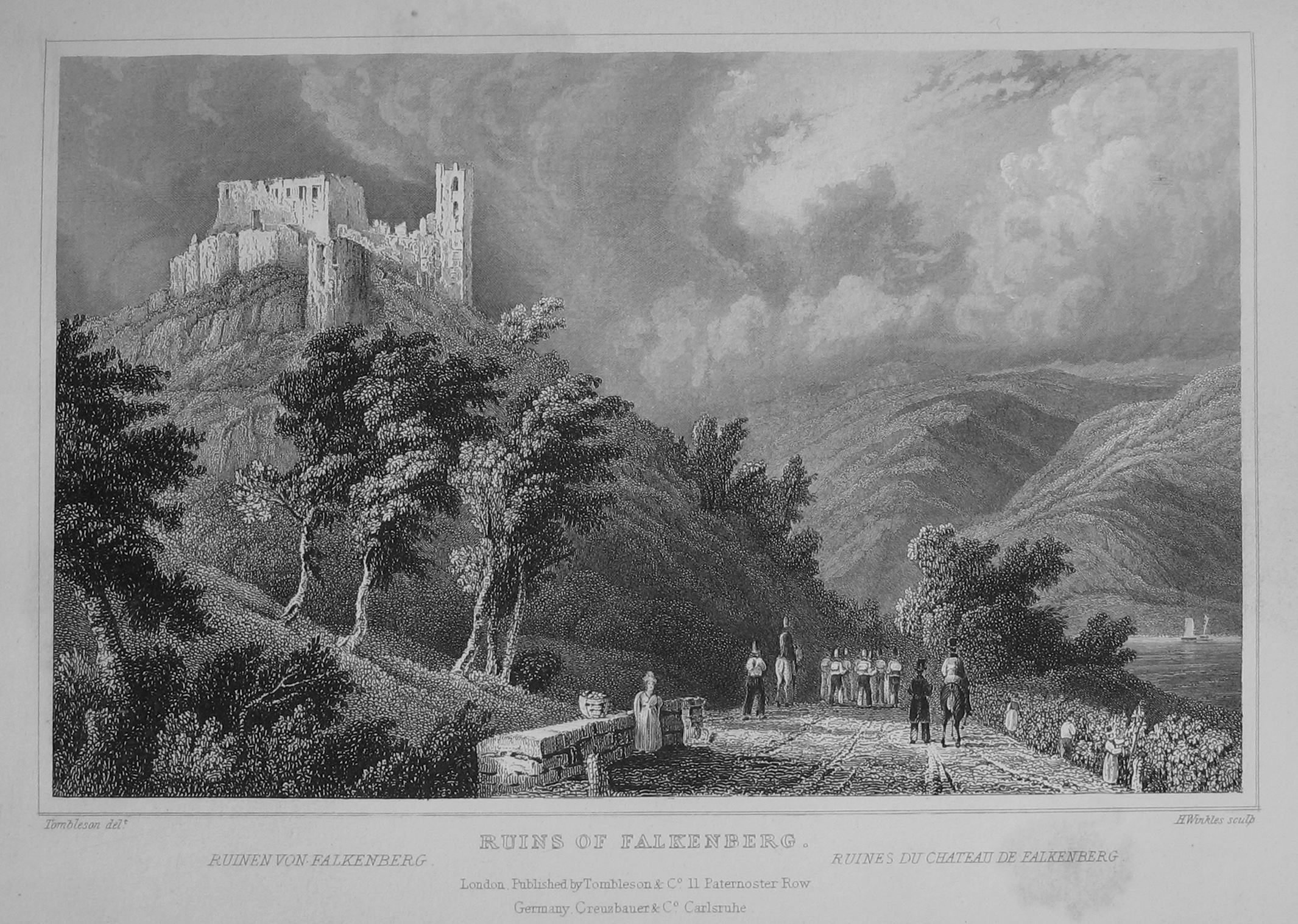
Die Ruine vor dem Wiederaufbau; Stahlstich um 1832 von Henry Winkles nach William Tomblesons Rhein-Ansichten

Seit dem 16. Jahrhundert war die Burg dem Verfall überlassen. Die Reste wurden 1689 im Pfälzischen Erbfolgekrieg gesprengt. 1834 kaufte Franz Wilhelm von Barfus die Ruine und baute einen Turm zu seinem Wohnsitz um. Seine Erben verkauften 1877 die Burg an den Freiherren von Rehfuß und der 1889 an den Konsul Chosodowsky.
Ihr heutiges Aussehen erhielt die Burg durch Baron Nikolaus von Kirsch-Puricelli, einen reichen Industriellen und Besitzer der Rheinböllerhütte. Kirsch-Puricelli ließ die Burg von 1899 bis 1902 nach Plänen des Regensburger Architekten Strebel zu einer neugotischen Wohnburg im Tudorstil umbauen. Auf dem Gelände der Vorburg wurden weitere Wohnbauten und ein Aussichtsturm errichtet. Reichenstein war die letzte Burg im Oberen Mittelrheintal, die im Zeichen der Rheinromantik wieder aufgebaut wurde. Nachdem die Burg in den 1990er Jahren von der Familie verkauft worden war, erwarb im Jahr 2014 der Medienunternehmer Lambert Lensing-Wolff, ein Nachkomme der Familie Kirsch-Puricelli, die Burg Reichenstein als Wochenendsitz und betreibt zugleich hier ein Museum sowie ein Hotel mit Restaurantbetrieb.
Die Anlage beherbergt in den erhaltenen Räumlichkeiten der Burg ein ausgedehntes Museum mit einer großen Sammlung an historischen Waffen und Rüstungen sowie gusseisernen Takenplatten aus der Stromberger Neuhütte und der Rheinböllerhütte. In den Gebäuden der Vorburg wird ein Restaurant und seit Ende des Jahres 2015 auch ein Hotel betrieben. Daneben können in der Burgkapelle auch Trauungen stattfinden.

## Veranstaltungen
Am ersten Juli-Samstag jeden Jahres findet Rhein in Flammen statt: Großfeuerwerke und Schiffsrundfahrt am Mittelrhein von Trechtingshausen mit Burg Reichenstein, entlang Burg Rheinstein, Assmannshausen, Mäuseturm, Ruine der Burg Ehrenfels, Bingen am Rhein mit Burg Klopp nach Rüdesheim am Rhein mit der Brömserburg.